# Rágol
Rágol es una localidad y municipio español situado en la parte central de la comarca de la Alpujarra Almeriense, en la provincia de Almería, comunidad autónoma de Andalucía. Limita con los municipios de Instinción, Canjáyar, Alboloduy y Alsodux —por el enclave de La Simona—. Por su término discurre el río Andarax.
El municipio ragoleño comprende el núcleo de población de Rágol —capital municipal— y los diseminados de Egea, Los Eugenios, Los Gatos, Los Trazas y El Zaíno.

## Toponimia
El origen del topónimo de Rágol aún no ha sido descubierto.

## Geografía física

### Situación
Integrado en la comarca de la Alpujarra Almeriense, se encuentra situado a 36 kilómetros de la capital provincial, a 166 de Granada y a 242 de Murcia. El término municipal está atravesado por la carretera autonómica A-348, que conecta Béznar, cerca de Lanjarón, en Granada, con Benahadux, próximo a la ciudad de Almería. La altitud máxima del municipio se encuentra en el Montenegro, a 1711 m s. n. m.
| Noroeste: Canjáyar              | Norte: Canjáyar, Alboloduy y Alsodux | Nordeste: Alsodux   |
| Oeste: Canjáyar                 |                                      | Este: Instinción    |
| Suroeste: Canjáyar e Instinción | Sur: Instinción                      | Sureste: Instinción |

### Riesgos naturales
El municipio de Rágol todavía no cuenta con un PTEL que cumpla con la Ley 5/2010 sobre autonomía local.

## Naturaleza

### Zonas protegidas
Ubicado en la ladera sur de Sierra Nevada, el término municipal de Rágol cubre parte tanto del Parque Natural de Sierra Nevada; como del Parque Nacional de Sierra Nevada, ocupando este último un 1,16% del total municipal.

## Geografía humana

### Organización territorial
El municipio carece de cualquier otro núcleo de población.

### Demografía
Cuenta con una población de 298 habitantes (INE 2024).
| Gráfica de evolución demográfica de Rágol entre 1842 y 2021                                                           |
| |
| Población de derecho según los censos de población del INE. Población de hecho según los censos de población del INE. |

### Comunicaciones

#### Carreteras
La principal vía de comunicación que transcurre por el municipio es:
| Identificador | Denominación              | Itinerario         |
| ------------- | ------------------------- | ------------------ |
| A-348         | Carretera de La Alpujarra | Béznar - Benahadux |

Algunas distancias entre Rágol y otras ciudades:
| Ciudades          | Distancia (km) |
| ----------------- | -------------- |
| Laujar de Andarax | 24             |
| Almería           | 36             |
| Granada           | 166            |
| Jaén              | 224            |
| Murcia            | 242            |

### Economía

#### Evolución de la deuda viva municipal
| Gráfica de evolución de deuda viva del Ayuntamiento de Rágol entre 2008 y 2019                                |
| |
| Deuda viva del Ayuntamiento de Rágol en miles de euros según datos del Ministerio de Hacienda y Ad. Públicas. |

## Símbolos
Rágol cuenta con un escudo y bandera adoptados oficialmente el 29 de julio de 2000.

### Escudo
Su descripción heráldica es la siguiente:

De un solo cuartel, de plata (blanco), un pentagrama de sable (negro) puesto en faja y brochante una parra arrancada de sinople (verde), frutada de oro (amarillo). En jefe, dos peras de sinople y en punta, ondas de plata y azur (azul). Timbrado de corona real española cerrada.

### Bandera
La enseña del municipio tiene la siguiente descripción:

Vez y media más larga que ancha formada por tres fajas horizontales blanca, verde y blanca, siendo la verde de doble anchura que las blancas. En la franja verde irá cargado en dimensiones adecuadas el escudo municipal.

## Política
Los resultados en Rágol de las últimas elecciones municipales, celebradas en mayo de 2019, son:
| Elecciones Municipales - Rágol (2019) | Elecciones Municipales - Rágol (2019)    | Elecciones Municipales - Rágol (2019) | Elecciones Municipales - Rágol (2019) | Elecciones Municipales - Rágol (2019) |
| Partido político                      | Partido político                         | Votos                                 | %Válidos                              | Concejales                            |
| ------------------------------------- | ---------------------------------------- | ------------------------------------- | ------------------------------------- | ------------------------------------- |
|                                       | Partido Popular (PP)                     | 190                                   | 68,10 %                               | 5                                     |
|                                       | Partido Socialista Obrero Español (PSOE) | 87                                    | 31,18 %                               | 2                                     |

### Alcaldes
| Legislatura | Nombre                                                             | Grupo        |
| ----------- | ------------------------------------------------------------------ | ------------ |
| 1979-1983   | Ángel Viciana Mota                                                 | UCD          |
| 1983-1987   | Ángel Viciana Mota                                                 | PIDA         |
| 1987-1991   | Juan Cirera Sierra                                                 | PSOE         |
| 1991-1995   | Juan José Viciana Salvador                                         | IULV-CA      |
| 1995-1999   | Juan José Viciana Salvador (1995-1998) Juan Salas Mata (1998-1999) | IULV-CA PSOE |
| 1999-2003   | Juan Salas Mata                                                    | PSOE         |
| 2003-2007   | Juan Salas Mata                                                    | PSOE         |
| 2007-2011   | Miguel Rodríguez Colomina                                          | PP           |
| 2011-2015   | Miguel Rodríguez Colomina                                          | PP           |
| 2015-2019   | Miguel Rodríguez Colomina                                          | PP           |
| 2019-2023   | Miguel Rodríguez Colomina                                          | PP           |
| 2023-2027   | Miguel Rodríquez Colomina                                          | PP           |

## Servicios públicos

### Sanidad
El municipio cuenta con un consultorio médico de atención primaria situado en la carrera del Carmen, s/n, dependiente del Distrito Sanitario de Almería. El servicio de urgencias está en el centro de salud de Alhama de Almería.
El área hospitalaria de referencia es el Hospital Torrecárdenas de Almería capital.

## Cultura

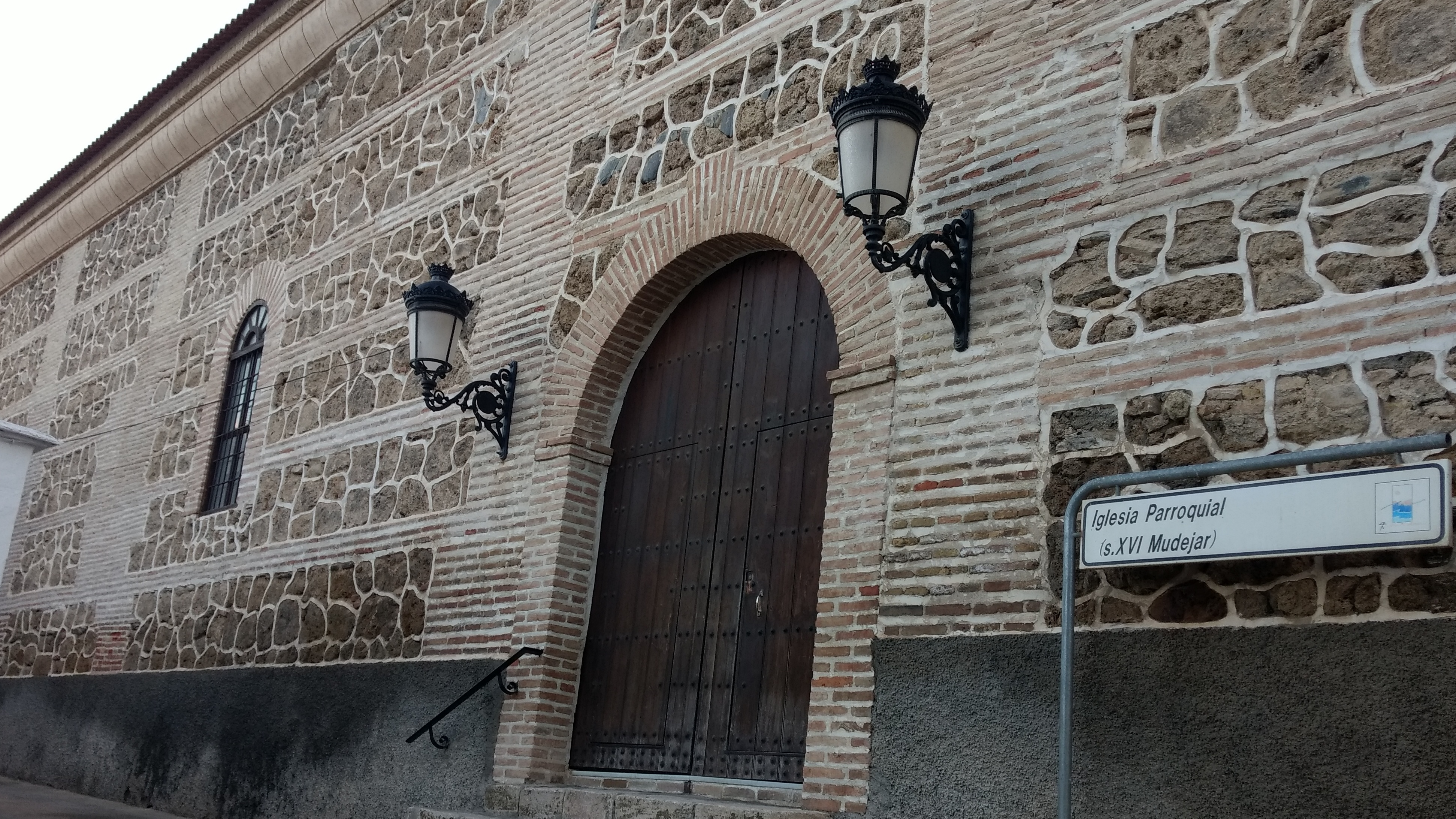
Iglesia de San Miguel, en Rágol

### Patrimonio religioso

#### Ermita de ánimas

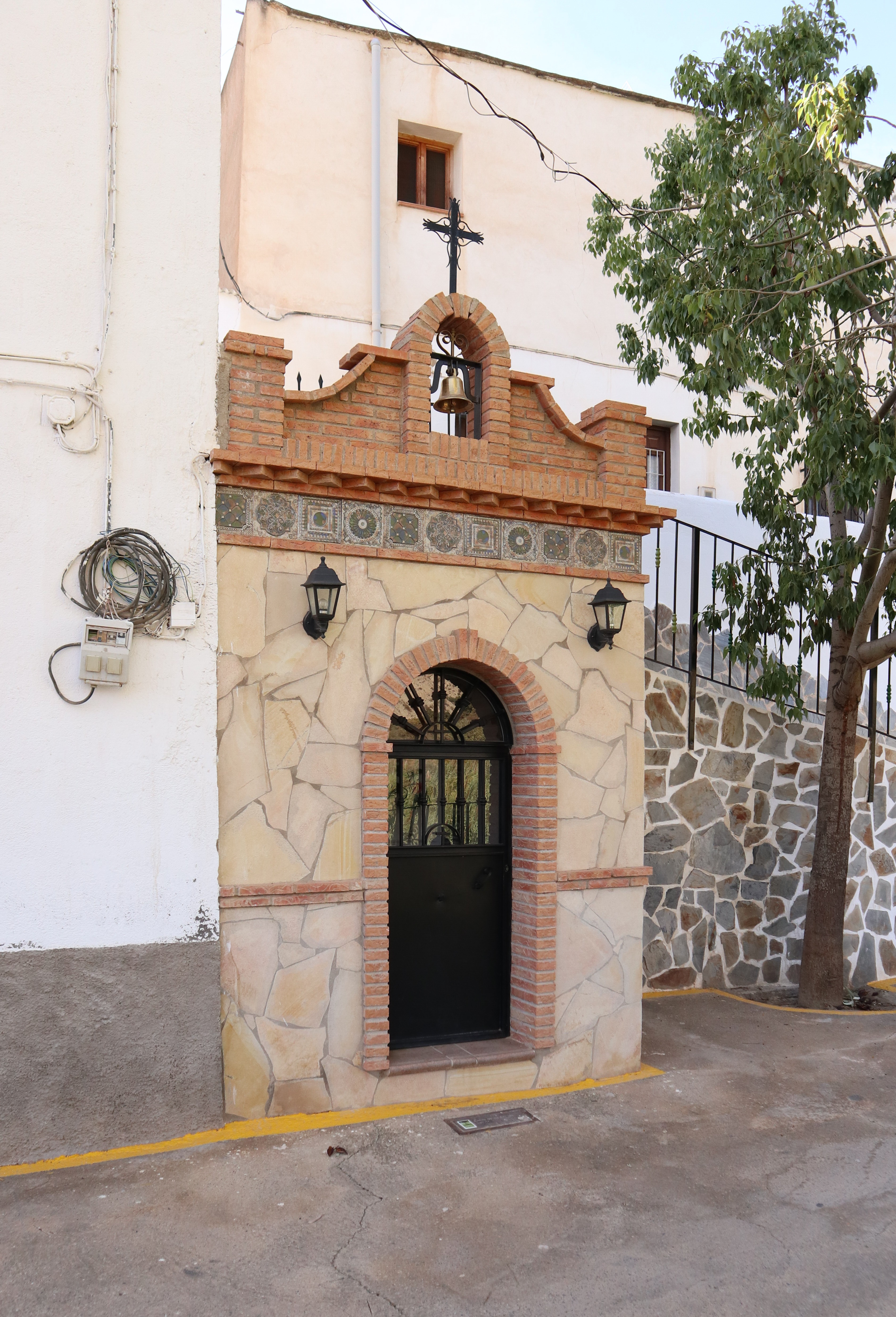
Ermita de ánimas.

La ermita de ánimas de Rágol se encuentra integrada en el casco urbano, estando la actual datada en el año 1995, tras el derribo de otra anterior con forma de qubba. Pagada por suscripción popular, además de una subvención local, el diseño pretendía incorporar una cúpula que acabó sustituyéndose por una cubierta de ladrillo visto rematada por una pequeña campana y una cruz metálica.

### Patrimonio cultural inmaterial
Rágol celebra sus fiestas el fin de semana más próximo al 18 de agosto en honor a San Agapito, patrón del pueblo. También se festeja a San Antonio de Padua el 13 de junio y a San Miguel el 29 de septiembre.